# Guy-Marcelin Kilama
Guy-Marcelin Kilama, né le 30 mai 1999 à Douala au Cameroun, est un footballeur international camerounais qui joue au poste de défenseur central à Hatayspor.

## Biographie

### Carrière en club
Né à Douala au Cameroun, Guy-Marcelin Kilama commence le football dans son pays natal, à l'EFBC, avant de rejoindre la France en janvier 2018, et de s'engager avec les Chamois niortais.
Kilama joue son premier match avec l'équipe première de Niort le 3 août 2018, lors d'une rencontre de Ligue 2 face au Clermont Foot 63, où il est titularisé au poste d'arrière gauche. Son équipe s'impose ce jour-là sur le score de quatre buts à deux. Le 14 février 2020, Kilama inscrit son premier but en professionnel, lors d'une rencontre de championnat perdue contre le Grenoble Foot 38.
Le 3 août 2023, Kilama s'engage pour une durée de trois ans pour le club turc du Hatayspor.

### Carrière en équipe nationale
Guy-Marcelin Kilama est sélectionné avec l'équipe du Cameroun Olympique pour participer à la Coupe d'Afrique des nations des moins de 23 ans 2019.